# Моносиллабизм
Моносиллаби́зм (др.-греч. μόνος — один и συλλαβή — слог) — преобладание односложных слов (моносиллабов) в каком-либо языке; односложность как «канонический» тип слова в языке. Характерен для многих сино-тибетских языков, в частности для древнекитайского, африканских языков ква и других.
Моносиллабизм часто сочетается с наличием политонического ударения и постоянным порядком слов в предложении. Данные признаки дают основания для типологической (но не генетической) классификации языков.